# Aktionsgemeinschaft Solidarische Welt
Die Aktionsgemeinschaft Solidarische Welt e. V. (ASW) ist ein gemeinnütziger entwicklungspolitischer Verein mit Sitz in Berlin. Er fördert Projekte in Asien, Afrika und Lateinamerika. 
Gegründet wurde sie 1957 im noch nicht vollends geteilten Berlin. Sie gehört damit zu den ältesten entwicklungspolitischen Organisationen in Deutschland.
Im Gegensatz zu vielen anderen Organisationen entsendet die Organisation seit ihren Anfängen keine „Entwicklungshelfer“ oder „Experten“. Der Verein war darin Vorreiter, dass alle geförderten Projekte von Menschen vor Ort ins Leben gerufen und eigenverantwortlich umgesetzt werden. Förderungsziel der ASW ist, benachteiligte Gruppen finanziell und ideell so zu stärken, dass sie langfristig den sozialen Wandel eigenständig gestalten.
Schwerpunktthemen sind die Wahrung der Menschenrechte, die Stärkung von Frauen und der Schutz der Umwelt in den Ländern des globalen Südens.

## Schwerpunkte und Zielsetzung

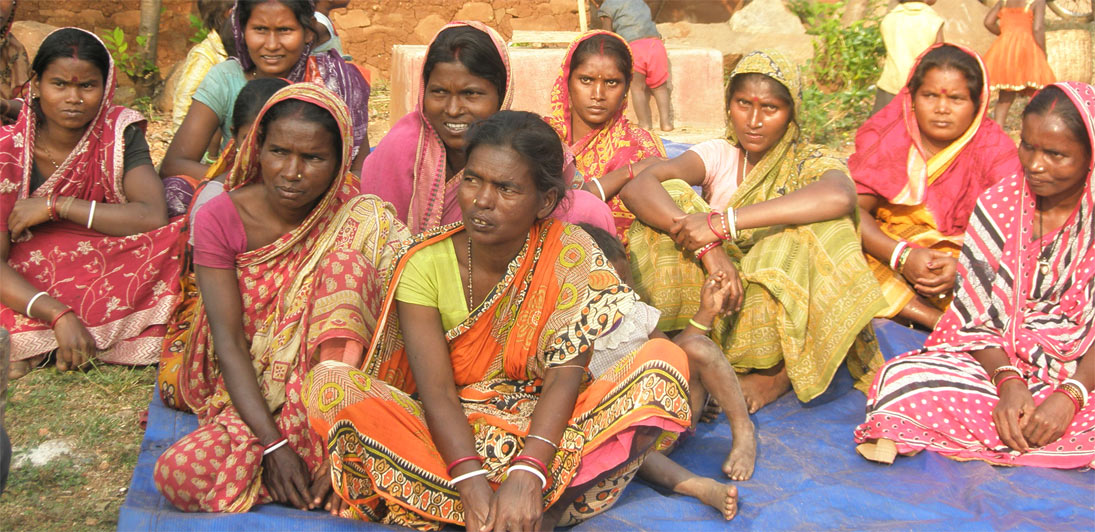
Beispiel für eine von der ASW geförderten Frauenselbsthilfegruppe in Indien

Die Vision der ASW ist eine solidarische Welt, in der die bestehende Kluft zwischen Arm und Reich, Nord und Süd, Mächtigen und Entrechteten aufgehoben ist.
Die ASW fördert ausschließlich Projekte, die von den Menschen vor Ort angestoßen und umgesetzt werden und zur kollektiven Stärkung der Gemeinschaft beitragen. Schwerpunktthemen sind das Empowerment von Frauen durch Selbstorganisation und Selbsthilfegruppen und die Förderung einer nachhaltigen und ökologischen Landwirtschaft.
Die Projektländer der ASW befinden sich in Afrika, Asien und Lateinamerika.
Ziel ist neben einer Veränderung der Situation der Menschen in Ländern des globalen Südens auch ein Umdenken in den Ländern des globalen Nordens. Inlandsarbeit zählt demzufolge ebenfalls zu den Tätigkeiten der ASW.
Dreimonatlich erscheint die Zeitschrift Solidarische Welt.

## Geschichte

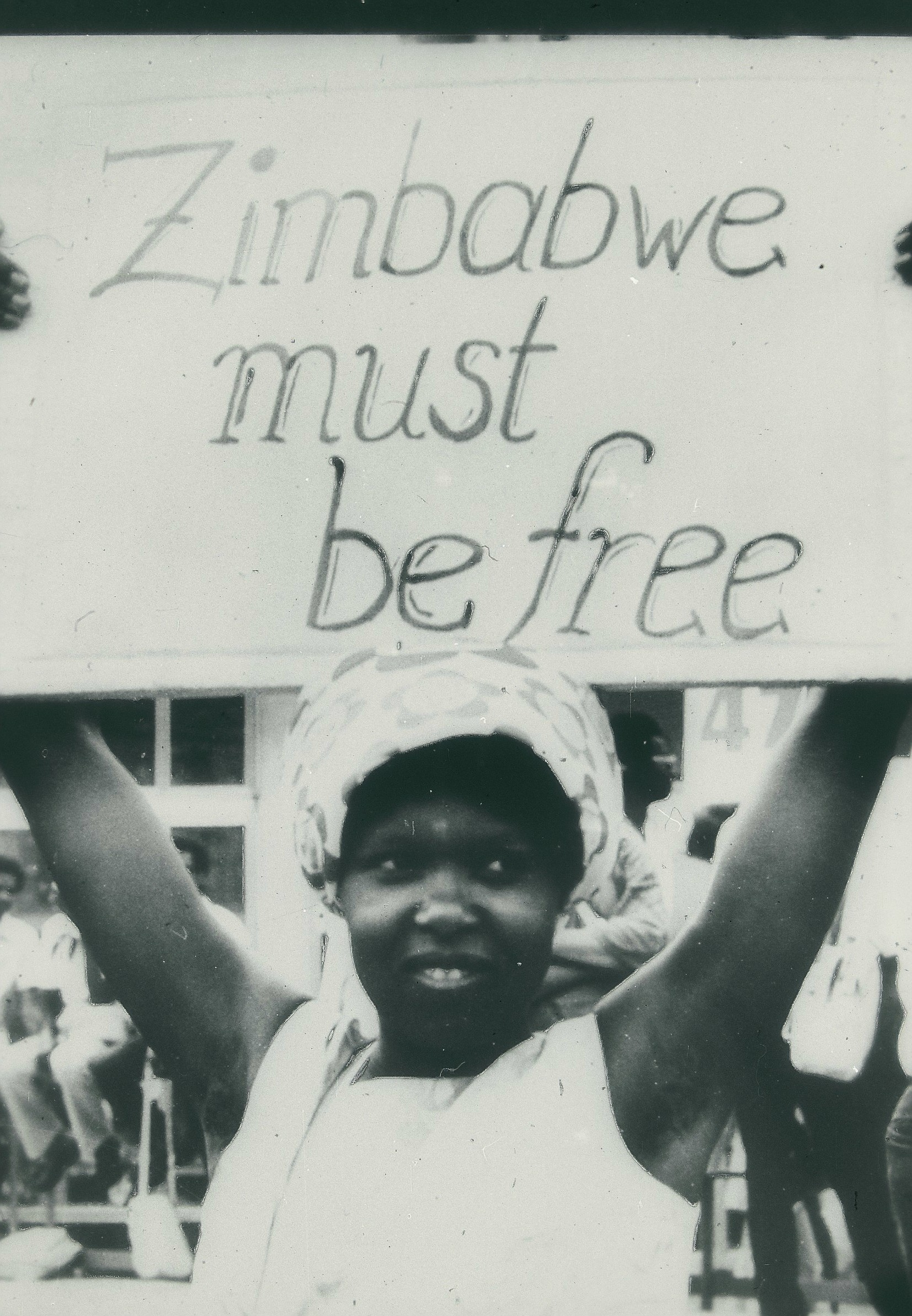
Die ASW unterstützte den Kampf gegen die weiße Vorherrschaft in Simbabwe bis 1980

Geburtsstunde der ASW ist der Aufruf für die Hungernden, der 1957 von Lothar Kreyssig initiiert und von namhaften Persönlichkeiten des öffentlichen Lebens, darunter Heinrich Albertz, Willy Brandt, Heinz Galinski, Kurt Scharf und Otto Suhr unterzeichnet wurde. Die Menschen wurden aufgefordert, auf eine Mahlzeit pro Woche zu verzichten und das gesparte Geld für Hungernde in armen Ländern zu spenden. Daraufhin wurde die Aktionsgemeinschaft für die Hungernden gegründet.
Der Bau der Berliner Mauer 1961 führte zu einer Aufspaltung der Aktionsgemeinschaft für die Hungernden. Während sich in der DDR mit Unterstützung der evangelischen Kirche das INKOTA-netzwerk gegründet hat, entwickelte sich in der BRD die konfessionslose Aktionsgemeinschaft Solidarische Welt.
1975 entschied sich der damalige Vorstand der ASW gegen die Vermittlung von Kinderpatenschaften. Grund dafür war die Erkenntnis, dass Kinderpatenschaften das Spendeneinkommen zwar steigerten, aber die Kinder vor Ort kaum davon profitierten. Die Patenschaften isolierten Kinder und entfremdeten sie von ihren Familien und der Dorfgemeinschaft. Bis 1982 lief die Unterstützung von Kinderheimen durch die ASW aus und die Organisation setzt seitdem verstärkt auf Gemeinschaftsförderung.
Bereits seit 1957 gibt es ein separates Büro der ASW in Indien. Seit den 70er Jahren wurde die Verantwortung für die Betreuung der Indienprojekte immer mehr in die Hände kompetenter indischer Partner übertragen, bis sich 1992 das Centre for World Solidarity CWS als eine unabhängig agierende Partnerorganisation der ASW gründete.
In den 70er und 80er Jahren begann die ASW mit Bildungs- und Kampagnenarbeit in Deutschland. Viermal im Jahr wurde die Kinderzeitschrift SAMsolidam publiziert mit dem Ziel, Vorurteile zu verhindern, bevor sie entstehen. 2000 wurde die Produktion der Zeitschrift eingestellt.

## Finanzierung
Die ASW finanziert sich zu einem Großteil aus Privatspenden. Größere Projekte werden mit Drittmitteln unterstützt.

## Transparenz und Spendensiegel
Seit Ende 1994 ist die ASW Träger des DZI-Spendensiegels und wird durch dieses als förderungswürdig anerkannt.
Die ASW ist seit Anfang 2011 Unterzeichner bei der Initiative Transparente Zivilgesellschaft.

## Mitgliedschaften, Kooperationen
Die ASW ist Mitglied im Verband Entwicklungspolitik und Humanitäre Hilfe deutscher Nichtregierungsorganisationen VENRO, im Berliner Entwicklungspolitischem Ratschlag BER, im Berlin Global Village e.V., in der Bundeskoordination Internationalismus BUKO, bei Gemeinsam für Afrika, bei der Dalit Solidarität Deutschland, bei der Kooperation Brasilien KoBra und bei der Allianz „Rechtssicherheit für politische Willensbildung“. Darüber hinaus ist ASW Mitglied im informellen Netzwerk Wandelstiften.